# Urjanchai Krai
Urjanchai Krai war ein russisches Protektorat in Nordasien zwischen der Äußeren Mongolei und dem russischen Festland in Sibirien. Das Protektorat entstand im Jahr 1914, 1917 wurde in dem Gebiet die Republik Urjanchai gegründet und 1921 ging das Territorium in der Tuwinischen Volksrepublik (die 1944 der Sowjetunion beitrat) auf.

## Vorgeschichte
Seit der Zeit Peter des Großen zeigte das Russische Zarenreich Interesse an den Rohstoffen der Region.
Ab 1860 durften Russen in dem Gebiet Handel treiben und ab 1881 erlaubte die Mandschu-Regierung des Kaiserreichs China die Ansiedlung von russischen Siedlern. Ende des 19. und Anfang des 20. Jahrhunderts siedelten viele vormals landlose Bauern, vor allem russisch-orthodoxe Altgläubige, in dem Gebiet.
Die Region wurde damals von einem Gouverneur (Amban Noyan) mit dem Rang eines chinesischen Fürsten regiert. Seit 1786 regierte ein Amban Noyan an der Spitze der Region.
Im Jahr 1910 erklärte die russische Regierung, dass sie keinen genauen Grenzverlauf der Region anerkenne.
Politiker aus Urjanchai hatten das Gebiet infolge der Xinhai-Revolution 1911/1912 für unabhängig erklärt und eine Bitte um Schutz an die russische Regierung in Sankt Petersburg geschickt. Der russische Zar Nikolaus II. plädierte für die Annexion des Gebietes und sein Außenminister Sergei Sasonow sprach sich dagegen aus. Am 4. Apriljul. / 17. April 1914greg. legte Sasonow dem Zaren ein Memo vor, in welchem er vorschlug, ein Protektorat über das Gebiet zu etablierten – Nikolaus II. stimmte dem zu.

## Geschichte des Protektorats
1914 erklärte die russische Regierung, dass fortan eine russisch eingesetzte Kommission Urjanchai Krai als russisches Protektorat regiere. Das Protektorat wurde dem Generalgouverneur von Irkutsk unterstellt.
Nach der Errichtung des Protektorats erkundete der russische Geograph, Zoologe und Forschungsreisende Grigori Grum-Grschimailo das Gebiet.
Im Jahr 1917 lebten rund 12.000–15.000 russische Siedler und 60.000 Tuwiner in dem Gebiet. Die Besiedlung des Gebiets durch russische Siedler sorgte zunehmend für Spannungen zwischen den Einheimischen und der Kolonialmacht.

## Russischer Bürgerkrieg
Vom 5. Juli 1918 bis zum 15. Juli 1919 okkupierte die Weiße Armee des Admirals Alexander Koltschak den größten Teil des Landes. Gouverneur wurde Pjotr Iwanowitsch Turtschaninow. Anfang Juli besuchten Vertreter Urjanchais Koltschak. Chinesische Truppen wiederum eroberten den Südwesten und mongolische Truppen unter Chatanbaatar Magsardschaw den Süden Urjanchais. Von Juli 1919 bis Februar 1920 besetzte die russische Rote Armee das Land. 1921 verurteilte der sowjetische Außenkommissar Georgi Tschitscherin die russische Übernahme Urjanchais im Jahr 1914. Im August 1921 riefen tuwinische Revolutionäre die Volksrepublik Tannu-Tuwa aus.